# Guoutejaure (Tärna socken, Lappland)
Guoutejaure är en sjö i Storumans kommun i Lappland och ingår i Umeälvens huvudavrinningsområde. Sjön har en area på 0,857 kvadratkilometer och ligger 840,2 meter över havet.

## Delavrinningsområde
Guoutejaure ingår i det delavrinningsområde (728085-146302) som SMHI kallar för Utloppet av Guoutejaure. Medelhöjden är 886 meter över havet och ytan är 4,31 kvadratkilometer. Räknas de 3 avrinningsområdena uppströms in blir den ackumulerade arean 13,43 kvadratkilometer. Vattendraget som avvattnar avrinningsområdet har biflödesordning 4, vilket innebär att vattnet flödar genom totalt 4 vattendrag innan det når havet efter 384 kilometer. Avrinningsområdet består mestadels av kalfjäll (80 procent). Avrinningsområdet har 0,84 kvadratkilometer vattenytor vilket ger det en sjöprocent på 19,6 procent.